# Nello Lauredi
Nello Lauredi (Mulazzo, Toscana, 5 d'octubre de 1924 - Saint-Laurent-du-Var, 8 d'abril de 2001) va ser un ciclista, italià de naixement, que es va nacionalitzar francès el 31 de desembre de 1948. Va ser professional entre 1949 i 1958. En el seu palmarès destaquen tres victòries finals al Critèrium del Dauphiné Libéré, el 1950, 1951 i 1954, i tres victòries d'etapa al Tour de França. Al Tour de França vestí el mallot groc durant quatre etapes en l'edició de 1952.

## Palmarès
- 1949
  - 1r del Premi de La Seyne-sur-Mer
- 1950
  - 1r del Critèrium del Dauphiné Libéré i vencedor de 2 etapes
  - 1r del Critèrium de Nornandie
  - 1r del Premi de Moulins-Engilbert
  - Vencedor d'una etapa al Tour de França
  - Vencedor d'una etapa del Circuit de la Côte d'Or
- 1951
  - 1r del Critèrium del Dauphiné Libéré i vencedor d'una etapa
  - 1r del Gran Premi de Gros Horloge de Rouen
- 1952
  - 1r de la París-Limoges
  - Vencedor d'una etapa al Tour de França
  - Vencedor de 2 etapes al Critèrium del Dauphiné Libéré
- 1953
  - Vencedor d'una etapa al Tour de França
- 1954
  - 1r del Critèrium del Dauphiné Libéré
- 1956
  - 1r del Premi de Commentry
- 1958
  - 1r del Premi de Mounins-Engilbert

### Resultats al Tour de França
- 1949. 18è de la classificació general
- 1950. 37è de la classificació general i vencedor d'una etapa
- 1951. 11è de la classificació general
- 1952. 19è de la classificació general i vencedor d'una etapa. Porta el mallot groc durant 4 etapes
- 1953. 8è de la classificació general i vencedor d'una etapa
- 1954. 11è de la classificació general
- 1955. Abandona (15a etapa)
- 1956. 7è de la classificació general
- 1957. Abandona (16a etapa)

### Resultats al Giro d'Itàlia
- 1950. 15è de la classificació general
- 1955. 14è de la classificació general
- 1956. Abandona

### Resultats a la Volta a Espanya
- 1955. 23è de la classificació general